# Luciano Corrêa
Luciano Ribeiro Corrêa (Brasilia, 25 de noviembre de 1982) es un deportista brasileño que compitió en judo.
Ganó dos medallas en el Campeonato Mundial de Judo, en los años 2005 y 2007, y ocho medallas en el Campeonato Panamericano de Judo entre los años 2002 y 2016. En los Juegos Panamericanos consiguió tres medallas entre los años 2007 y 2015.

## Palmarés internacional
| Campeonato Mundial      | Campeonato Mundial              | Campeonato Mundial | Campeonato Mundial |
| Año                     | Lugar                           | Medalla            | Categoría          |
| ----------------------- | ------------------------------- | ------------------ | ------------------ |
| 2005                    | El Cairo (Egipto)               | Medalla de bronce  | –100 kg            |
| 2007                    | Río de Janeiro (Brasil)         | Medalla de oro     | –100 kg            |
| Juegos Panamericanos    |                                 |                    |                    |
| Año                     | Lugar                           | Medalla            | Categoría          |
| 2007                    | Río de Janeiro (Brasil)         | Medalla de bronce  | –100 kg            |
| 2011                    | Guadalajara (México)            | Medalla de oro     | –100 kg            |
| 2015                    | Toronto (Canadá)                | Medalla de oro     | –100 kg            |
| Campeonato Panamericano |                                 |                    |                    |
| Año                     | Lugar                           | Medalla            | Categoría          |
| 2002                    | Santo Domingo (Rep. Dominicana) | Medalla de bronce  | –100 kg            |
| 2005                    | Caguas (Puerto Rico)            | Medalla de oro     | –100 kg            |
| 2009                    | Buenos Aires (Argentina)        | Medalla de oro     | Abierta            |
| 2009                    | Buenos Aires (Argentina)        | Medalla de bronce  | –100 kg            |
| 2013                    | San José (Costa Rica)           | Medalla de bronce  | –100 kg            |
| 2014                    | Guayaquil (Ecuador)             | Medalla de plata   | –100 kg            |
| 2015                    | Edmonton (Canadá)               | Medalla de plata   | –100 kg            |
| 2016                    | La Habana (Cuba)                | Medalla de bronce  | –100 kg            |